# Edoardo Zardini (ski alpin)
Pour les articles homonymes, voir Edoardo Zardini.
Edoardo Zardini (né le 19 novembre 1976 à Cortina d'Ampezzo, dans la province de Belluno, en Vénétie) est un ancien skieur alpin italien.

## Palmarès

### Coupe du monde
- Meilleur classement final: 49e en 2004.
- Meilleur résultat: 3e.